# Escadrons druzes
Les escadrons druzes sont des unités de cavalerie druze recrutés en Syrie pour l'Armée française entre 1926 et 1945. Initialement troupes supplétives créées pour défendre le mandat français à la fin de la grande révolte syrienne, les escadrons druzes sont régularisés en 1930 au sein des troupes spéciales du Levant.

## Historique

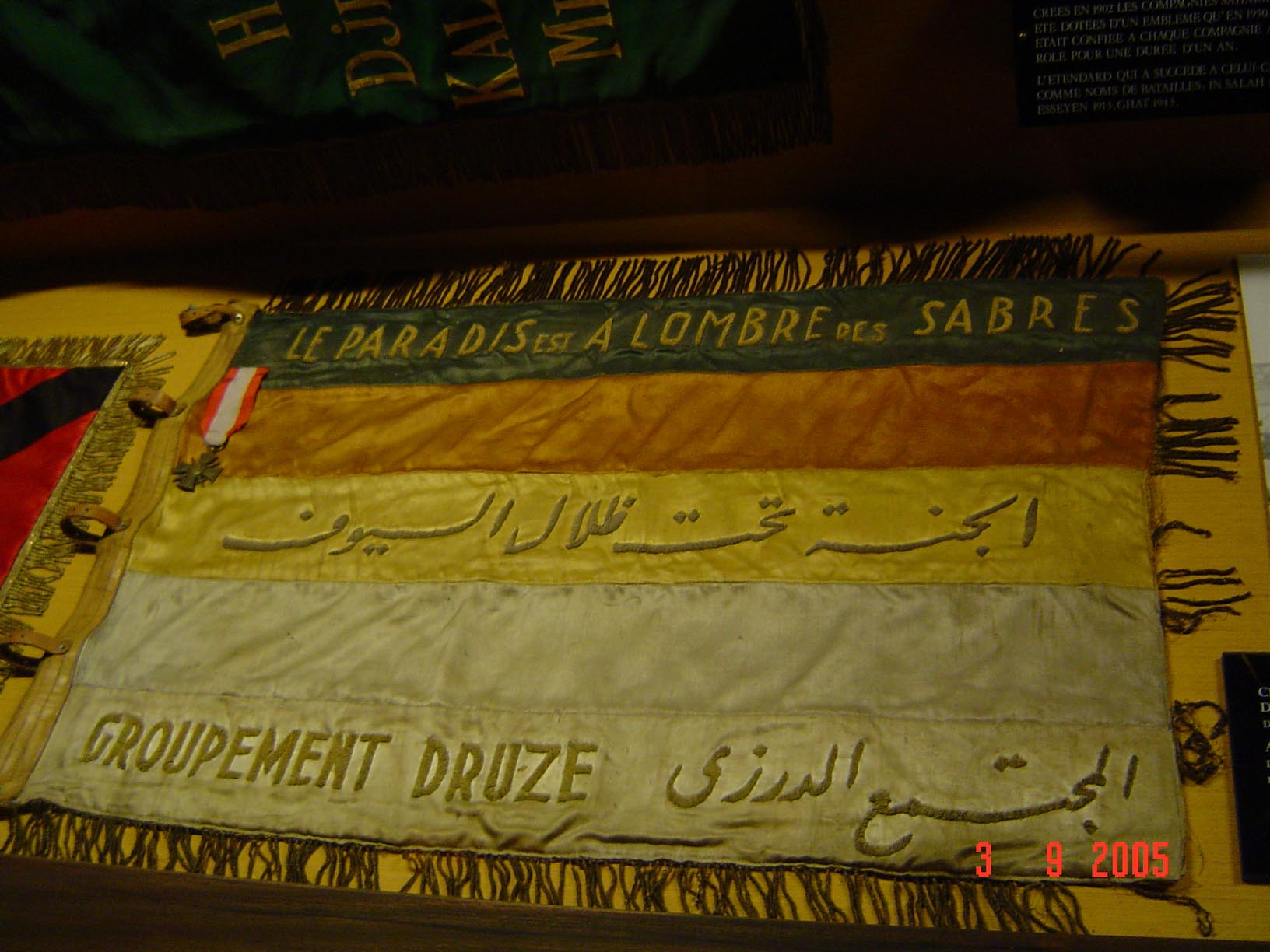
Fanion du groupement druze conservé au musée de l'Armée à Paris.

### Formation
Les deux premiers escadrons druzes sont recrutés en avril 1926, à l'origine sous le nom de « gardes mobiles ». Dès mars un groupe d'une vingtaine de partisans est mis au service des Français, qui décident de jouer sur les antagonismes entre Druzes afin de mettre un terme à leur révolte.
Quatre nouveaux escadrons sont formés jusqu'en septembre, lorsque les trois premiers escadrons (29e, 31e et 35e escadrons de Garde mobile) deviennent les 1er à 6e escadrons de cavalerie druze.
Les six escadrons forment le 1er janvier 1927 le groupement d'escadrons druzes tandis que les escadrons druzes deviennent officiellement les  1er à 6e escadrons légers du Levant (les autres escadrons légers du Levant étant tcherkesses ou recrutés dans d'autres minorités).
La solde des 750 cavaliers des escadrons druzes (représentant alors probablement 1/7e de la population masculine druze en âge de porter les armes) permet d'enrichir la région du Djebel el-Druze ravagée par la guerre,.

### De 1927 à 1939
Après la fin de la révolte, les escadrons druzes sont chargés de la patrouille à la frontière jordanienne, du maintien de l'ordre dans les villes syriennes et de la lutte contre les pillards dans l'est syrien.
Un peloton méhariste est créé au sein du groupement en 1936. Le 6e escadron druze est dissous le 1er mai 1938.

### Campagne de Syrie
Au début la campagne de Syrie, les forces alliés choisissent de contourner le Djebel el-Druze. Mais le groupement d'escadrons druzes et les forces du régime de Vichy contre-attaquent depuis le Djebel vers Izra, où les cavaliers druzes du lieutenant Simons parviennent le 15 juin à déloger la Légion arabe de ses positions. Le lendemain, les forces anglo-britanniques se replient jusqu'à la frontière jordanienne. Les cavaliers tcherkesses ralliés à la France Libre par le colonel Collet reçoivent alors l'ordre d'attaquer les positions des cavaliers druzes. Malgré les haines intercommunautaires, les Tcherkesses indiquent qu'ils ne souhaitent pas combattre leurs « compatriotes » et ce sont finalement les cavaliers druzes qui résolvent la situation en refusant les ordres d'attaques vichystes. Se repliant vers leurs foyers, ils entraînent avec eux la plupart des Druzes déployés face aux Alliés. La mutinerie des Druzes désorganise les positions vichystes et les Tcherkesses de Collet parviennent devant Damas, prise peu après par les troupes indiennes.

### Période de la France libre
Les Britanniques gardent initialement le contrôle du Djebel Druze et tentent de rallier les Druzes syriens dans une Légion druze mais la formation de celle-ci est abandonnée en novembre 1941. Les 6e, 7e, 8e et 9e escadrons druzes sont alors formés au sein des troupes spéciales.
Vers 1942, les plus de 1 700 cavaliers druzes sont répartis en deux groupes (au sein du groupement d'escadrons druzes) :
- le 1er groupe avec les 2e, 3e et 5e escadrons
- le 2e groupe avec les 1er, 4e et 7e escadrons et le peloton méhariste.

Vers 1944, les escadrons druzes commencent à être motorisés.
Lors de l'insurrection syrienne de 1945, la France perd le 21 mai le contrôle du Djebel druze et évacue complètement la zone après l'arrivée des Britanniques le 1er juin. Les troupes spéciales passent officiellement à l'Armée syrienne le 1er août 1945. Fin 1946, un rapport du Central Intelligence Group indique que les forces de l'Armée syrienne dans le Djebel druze sont constitués de 200 à 300 cavaliers, anciens des unités françaises.

## Commandants du groupement druze
- 1927 - 1929 : capitaine Antoine Desideri[2]

- 1929 - 1939 : capitaine Desmaires[5]
- 1941 - 1942 : commandant Rémond Monclar[10]
- 1943 - 1944 : commandant Rémond Monclar[10]

## Équipement et uniforme

### Symboles et insignes

L'étoile druze.

L'étoile à cinq branches des Druzes est présente avec ses cinq couleurs vert-rouge-jaune-bleu-blanc sur le tablier des trompettes du groupement druze. Sous forme ajourée (semblable à l'étoile marocaine), elle est présente sur les pattes de col et l'insigne du groupement marocain.

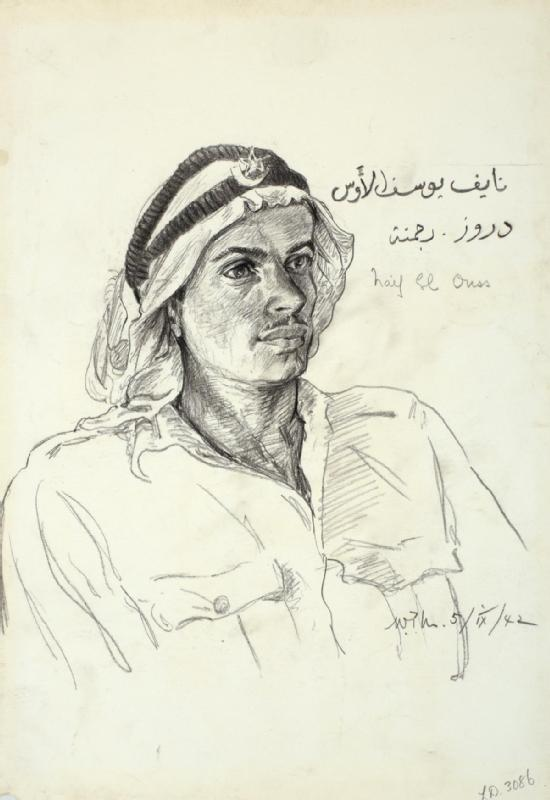
Portrait britannique du Druze Naij el Ouss, portant sur son keffieh l'insigne du groupement druze français.

L'insigne du groupement druze reprend donc l'étoile à cinq branches ajourée, traversée par un cavalier au galop. L'étoile repose sur une queue de comète portant l'inscription « groupement druze ». Au dos sont indiqués le fabricant, Chobillon, et la date, 1931.
Dans les années 1930, les fanions des escadrons sont bleu clair (1er escadron), rouge (2e), vert (3e), bleu foncé (4e), jaune et rouge (5e) et noir (6e).

### Uniforme

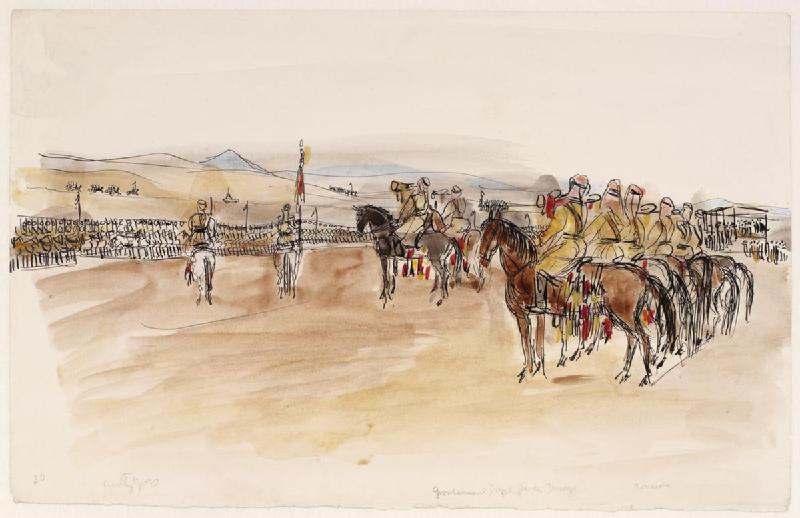
Cavaliers druzes au service de l'Armée britannique en 1942. L'aspect général est le même que les Druzes servant en Syrie à l'époque.

Les cavaliers et sous-officiers druzes portent la vareuse en drap kaki des sous-officiers de cavalerie française, les officiers des vestes d'officiers,. Sur la vareuse est portée une gandourah en toile kaki clair. Vers 1944, les Druzes reçoivent une tenue plus moderne, en toile HBT (en)  à l'américaine.
La coiffure est le keffieh, tenu par un agal noir. Pour le service courant, le keffieh est en coton tissé rouge et blanc (blanc pour les officiers) mais il est rouge (avec deux ou trois bandes de couleur vert, blanche ou noir sur les bords) en tenue de cérémonie.
Les pattes de col portent le numéro de l'escadron surmonté de l'étoile druze (parfois remplacée par une grenade pour les officiers) avec deux soutaches dorées,. Pour les quatre premiers escadrons, la couleur de fond est la même que leur fanion : respectivement  bleu clair, rouge, vert et bleu foncé. Celles des 5e et 6e escadrons ont la couleur noir.
L'insigne du groupement est porté à la poitrine ou sur le keffieh. Les galons des officiers et les boutons sont dorés.
Les officiers français conservent en théorie l'uniforme de leur dernier corps, avec des pattes de col bleu clair avec deux soutaches et une grenade argentées. Certaines photos les montrent portent un keffieh blanc.

### Équipement
Les cavaliers druzes de l'Armée française sont initialement armés de la carabine Mauser Kar 98A, remplacée ensuite par des mousquetons modèle 1892, avec baïonnette. Chaque peloton dispose d'un fusil-mitrailleur modèle 1915, remplacé ensuite par un fusil-mitrailleur modèle 1924.
Le harnachement des chevaux ressemble à celui de la cavalerie française modèle 1874 mais simplifié. Le bissac est en tissu locale, en laines multicolores. En tenue de parade, les chevaux reçoivent un tapis de selle multicolore.